# De Trullenhoedster (musical)
Olivier B. Bommel en de Trullenhoedster is een musical naar het verhaal Heer Bommel en de trullenhoedster van Marten Toonder. De musical werd in 1997/1998 en in 2006 opgevoerd door Opus One. De hoofdrol werd beide keren gespeeld door Jon van Eerd.

## Cast 1997/1998
| rol                        | acteur               |
| -------------------------- | -------------------- |
| Olivier B. Bommel          | Jon van Eerd         |
| Olivier B. Bommel          | Roberto de Groot     |
| Tom Poes                   | Frans Schraven       |
| Juffrouw Doddel & Ensemble | Wilma Bakker         |
| Juffrouw Doddel & Ensemble | Melise de Winter     |
| Ivy, De Trullenhoedster    | Linda van Nimwegen   |
| Hocus P. Pas               | Hans van der Heijden |
| Markies de Canteclaer      | Hans van der Heijden |
| Burgemeester Dickerdack    | Jimmy Hutchinson     |
| Joost                      | Jimmy Hutchinson     |
| Professor                  | Jimmy Hutchinson     |
| Dorknoper                  | Jimmy Hutchinson     |
| Mevrouw Dickerdack         | Ilona Stokvis        |
| O. Fanth Mzn               | Ilona Stokvis        |
| Weduwe                     | Ilona Stokvis        |
| Inspectrice Putter         | Ilona Stokvis        |
| Bulle Bas & Ensemble       | Job Vlaar            |
| Anna Netelblom & Ensemble  | Wietske Krijnen      |
| Ensemble                   | Mara Van Hoek        |
| Ensemble                   | Leontine Ganseman    |
| Ensemble                   | Simone Kasprowicz    |
| Ensemble                   | Ezequiel Sanucci     |
| Ensemble                   | Chris Tanamal        |

## Cast 2006
| rol                                                   | acteur                                                                            |
| ----------------------------------------------------- | --------------------------------------------------------------------------------- |
| Olivier B. Bommel                                     | Jon van Eerd Frans Mulder                                                         |
| Tom Poes                                              | Frans Schraven                                                                    |
| Juffrouw Doddel                                       | Maaike Widdershoven                                                               |
| Ivy, De Trullenhoedster                               | Eva Roest Suzanne Mol                                                             |
| Hocus P. Pas Markies de Canteclaer                    | Harry van Amerongen                                                               |
| Burgemeester Dickerdack Professor Portier             | Jimmy Hutchinson                                                                  |
| Mevrouw Dickerdack O. Fanth Weduwe Inspectrice Putter | Ilona Stokvis                                                                     |
| Bulle Bas Joost Dorknoper                             | Arjen Busscher                                                                    |
| Anna Netelblom & Ensemble                             | Sabine Bulder                                                                     |
| Ensemble                                              | Daphne Bosschaart Anne Bömkes Suzanne Mol Carlijn van Mosselveld Astrid van Stijn |